# 160 A 1

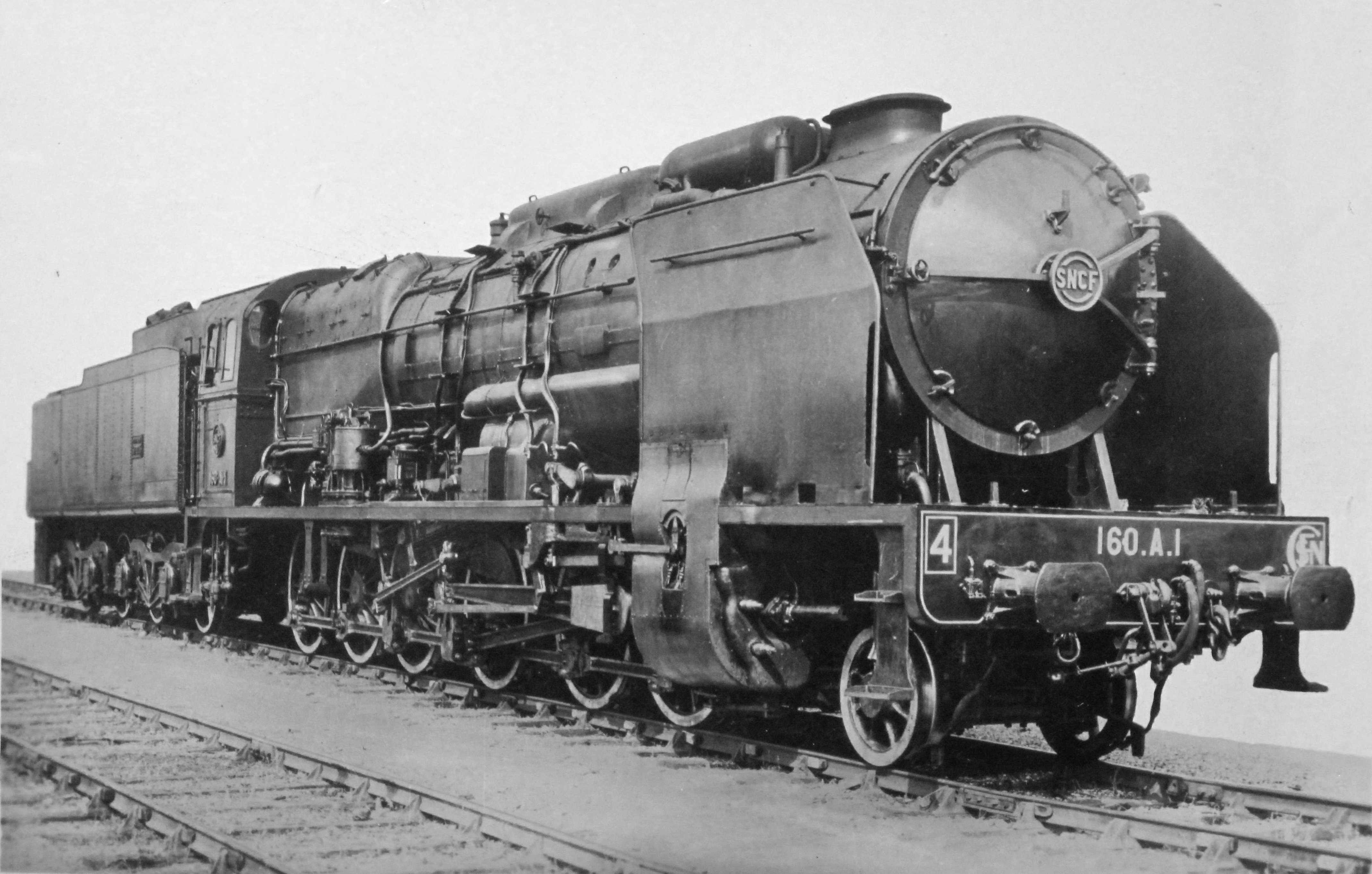
La 4-160 A 1 vers 1950

La 4-160 A 1 était un prototype de locomotive à vapeur qui fut étudié par la Compagnie du chemin de fer de Paris à Orléans sous la direction d'André Chapelon en 1935. Ce fut l'unique Centipede de la SNCF.

## Genèse
En effet, à cette époque, la résistance maximale des attelages en rampe de 10/1000 est de 1 200 t et le PO désirait une machine capable de tirer cette charge à 30 km/h. Or, les seules machines capables de gros efforts de traction étaient les Decapod de la série 150 PO 6001 à 6070 (futures 4-150 A) qui ne remorquaient "que" 900 t à 20 km/h.

## Description
Les solutions pour avoir de tels résultats consistaient à augmenter les sections de passage de la vapeur, à reprendre les tiroirs, renforcer le châssis pour augmenter l'adhérence et appliquer une plus haute surchauffe. À tout cela, André Chapelon proposa une transformation plus profonde en vue d'obtenir les mêmes avantages en termes de gains que les Twelve wheel de la série 240 PO 4701 à 4712 (futures : 4-240 A 1 à 12 ). Celle-ci consista, en plus, à appliquer de plus gros cylindres à enveloppes de vapeur selon les lois de la thermodynamique et la re-surchauffe pendant le cycle.
L'augmentation de poids qui résulta des modifications apportées obligea à passer au type 160.
Le moteur de la nouvelle machine était à 6 cylindres : deux HP intérieurs, deux BP intérieurs et deux BP extérieurs, les 4 BP étant alignés et situés entre le bissel et le premier essieu moteur. La distribution était faite par soupapes à cames oscillantes du type « Lentz » et l'échappement était du type « Kylchap » double.
Du fait de la longueur de la machine, les premier, cinquième et sixième essieux étaient munis d'un dispositif de déplacement latéral destiné à faciliter l'inscription dans les courbes de faible rayon.

## Utilisation et services
Du fait des évènements, la transformation de la 150 numéro 6030 (machine choisie dans le lot) ne se fit que dans les années 1938 à 1940. Elle ne sortit des ateliers de Tours qu'en juin 1940 pour aller, du fait de l'exode, se réfugier au dépôt de Brive en tractant un train de marchandises de 1 200 t, alors qu'aucun rodage n'avait été effectué !
En 1946, elle fut rallumée mais ne put démontrer ses capacités dans des conditions plus favorables qu'aux mois de mai et juin 1948. Un de ses faits d'armes démontra les justesses de vue de Chapelon et les réserves dont disposait la traction vapeur en étudiant et dimensionnant le circuit vapeur. Le train LO du 8 juin 1948, pesant 578 t, a été remorqué à 30 km/h dans la rampe de 26/1000 conduisant au col des Sauvages, soit plus vite que la machine normalement utilisée avec renfort en queue ! À l'arrivée en gare de Roanne, il avait été gagné plus de 5 minutes.
Malgré des performances très satisfaisantes, et comme beaucoup de machines uniques, elle ne fit que peu de service. Elle fut radiée le 28 octobre 1954 après avoir parcouru seulement 40 000 km et, tout comme la 242 A 1, fut démolie très promptement elle-aussi, en mars 1955 au dépôt de Châteauroux.

## Tenders
Le tender d'origine, trop petit eu égard aux appétits de la machine, fut remplacé par un plus gros. En l'occurrence, il s'agissait d'un tender à bogies du même type que ceux du Nord contenant 38 m3 d'eau et 9 t de charbon et immatriculé 4-38 A 5.

## Caractéristiques
- Surface de grille : 4,4 m2
- Surface de chauffe : 250,54 m2
- Surface de surchauffe : 72,1 m2
- Surface de resurchauffe : 110,61 m2
- Nombre d'éléments :
- Nombre de cylindres : 2 HP + 4 BP
- Diamètre cylindres HP : 520 mm
- Course pistons HP : 540 mm
- Diamètre cylindres BP intérieurs : 520 mm
- Course pistons BP intérieurs : 540 mm
- Diamètre cylindres BP extérieurs : 640 mm
- Course pistons BP extérieurs : 650 mm
- Pression de la chaudière : 18,3 kg/cm2
- Diamètre des roues motrices : 1 400 mm
- Diamètre des roues du bissel : 850 mm
- Masse à vide : tonnes
- Masse en ordre de marche : 137,5 tonnes
- Masse adhérente : 120 tonnes
- Longueur hors tout de la locomotive seule : 15,235 m
- Puissance maximum indiquée : kW
- Puissance maximum à la jante : kW
- Puissance maximum au crochet du tender : 2 023 kW à 45 km/h et 1 962 kW à 60 km/h
- Effort de traction maximum : 373 kN
- Vitesse maxi en service : 90 km/h

Tender : 38 A
- Tare du tender : tonnes
- Capacité en eau : 38 m3
- Capacité en charbon : 9 tonnes
- Masse du tender en ordre de marche : tonnes
- Masse totale locomotive + tender : tonnes
- Longueur du tender : 9,93 m
- Longueur totale locomotive + tender : 25,165 m

## Modélisme
La 160 A 1 a été reproduite à l'échelle HO par La Maison des trains et Micrométakit. Ce dernier a réalisé un modèle d'exception entièrement en laiton et le proposait sous différentes livrées.